# Веревна
Веревна — деревня в Монастырщинском районе Смоленской области России. Входит в состав Добросельского сельского поселения. Население — 0 человек (2013 год).
Расположена в западной части области в 25 км к юго-западу от Монастырщины, в 64 км западнее автодороги А141 Орёл — Витебск, на берегу реки Вихра. В 62 км восточнее деревни расположена железнодорожная станция Васьково на линии Смоленск — Рославль.

## История
В годы Великой Отечественной войны деревня была оккупирована гитлеровскими войсками в июле 1941 года, освобождена в сентябре 1943 года.